# ایگی پاپ
جیمز نیول آستربرگ جونیور (انگلیسی: James Newell Osterberg Jr.؛ زادهٔ ۲۱ آوریل ۱۹۴۷) که با نام حرفه‌ای ایگی پاپ (Iggy Pop) شناخته می‌شود، خواننده و ترانه‌نویس آمریکایی است. او که با عنوان «پدرخواندهٔ پانک» یاد می‌شود، خوانندهٔ و ترانه‌نویس گروه پروتوپانک استوجز بود که در سال ۱۹۶۷ تشکیل شد و از آن زمان بارها منحل و دوباره تشکیل شده‌است.
ایگی پاپ از سال ۱۹۶۷ خوانندهٔ گروه تأثیرگذار پانک راک د استوجز بوده‌است و از همان دوره به خاطر نحوهٔ حضور عجیب و حرکت‌های غیرقابل پیش‌بینی‌اش روی سِن شهرت دارد. در سال ۱۹۷۴ و پس از انتشار ۳ آلبوم، فعالیت د استوجز متوقف شد و پس از آن پاپ به انتشار آلبوم‌های تکی روی‌آورد. پاپ طی دروان فعالیت انفرادی‌اش بیش از ۱۵ آلبوم شخصی و تعداد زیادی ترانه ضبط و منتشر کرده‌است که از معروف‌ترین آن‌ها می‌توان به «شهوت زندگی»، «مسافر» «کندی» و «دختر چینی» اشاره کرد. در سال ۲۰۰۳ او و دیگر اعضای در قید حیات د استوجز دوباره گرد هم آمدند و در سال ۲۰۰۷ یک آلبوم استودیویی دیگر روانهٔ بازار کردند.
ایگی پاپ در تعداد زیادی فیلم هم نقش-اکثراً فرعی-ایفا کرده‌است که از میان آن‌ها می‌توان به مرد مرده، روز برفی و قهوه و سیگار هردو از ساخته‌های جیم جارموش اشاره کرد. در سال ۲۰۱۰ او به همراه دیگر اعضای گروه د استوجز به تالار مشاهیر راک اند رول راه یافتند.